# Josef Brugger
Josef „Sepp“ Brugger (* 22. Mai 1953 in Lienz; † 29. April 2022) war ein österreichischer Politiker (Grüne). Er war zwischen 2003 und 2008 Abgeordneter zum Tiroler Landtag.

## Ausbildung und Beruf
Josef Brugger wuchs auf einem Bergbauernhof in Matrei in Osttirol auf und besuchte zwischen 1959 und 1964 die Volks- und Hauptschule in Matrei. Danach wechselte er ans Akademisches Gymnasium in Innsbruck, das er bis 1972 besuchte. Zwischen 1972 und 1977 absolvierte er das Gymnasium für Berufstätige und studierte im Anschluss daran bis 1982 Rechtswissenschaften an der Leopold-Franzens-Universität Innsbruck. Daneben war Brugger als Erzieher im Norbertinum (Stift Wilten) tätig. Nach der Beendigung seines Studiums legte Brugger seine Gerichtspraxis am Bezirksgericht und Landesgericht Klagenfurt ab und war zwischen 1983 und 1987 Konzipient in Klagenfurt. Nach seiner Tätigkeit als Rechtsanwalt in Klagenfurt zwischen 1988 und 1991, arbeitete er zwischen 1991 und 1999 als Rechtsanwalt in Wien. Zudem war er von 1991 bis 2001 Referent für Inneres, Justiz und Medien im Grünen Parlamentsklub. Auf Grund künstlicher Herzklappen bezieht Brugger seit 1999 eine Berufsunfähigkeitspension der Rechtsanwaltskammer und lebt seit 2001 als Hausmann wieder in Matrei.

## Politik
Josef Brugger war zwischen 1994 und 1999 Mitglied der Privatradiobehörde. Er wurde am 21. Oktober 2003 als Abgeordneter der Grünen in den Tiroler Landtag gewählt und vertrat die Partei im Ausschuss für Rechts-, Gemeinde- und Bauangelegenheiten sowie im Immunitäts- und Unvereinbarkeitsausschuss. 2004 kandidierte er mit der „Grünen und Unabhängigen Liste Matrei (GUM)“ bei den Gemeinderatswahlen und zog mit einem Wahlergebnis von 8,72 % in den Matreier Gemeinderat ein. Im Landtag war Josef Brugger Gemeindesprecher, Demokratiesprecher und Mediensprecher der Tiroler Grünen und als Landtagsabgeordneter für die Regionen Osttirol und Kitzbühel zuständig. Nach den Verlusten der Grünen bei der Landtagswahl in Tirol 2008 schied Josef Brugger am 1. Juli 2008 aus dem Landtag aus. Er blieb jedoch weiter Sprecher für den Bezirk Lienz und wurde als Spitzenkandidat für die Gemeinderatswahl in Matrei 2010 aufgestellt, wobei er jedoch am Wiedereinzug in den Gemeinderat scheiterte.